# Mary Carew
Mary Louise Carew Armstrong (Medford, 8 de setembro de 1913 – Framingham, 12 de julho de 2002) foi uma velocista e campeã olímpica norte-americana.
Em Los Angeles 1932 integrou junto com Wilhelmina von Bremen, Evelyn Furtsch e Annette Rogers o revezamento 4x100 m feminino norte-americano que conquistou a medalha de ouro e estabeleceu novo recorde olímpico e mundial em 47s0. Carew, Furtsch e Rogers tinham apenas 18 anos e Bremen 22.